# Probleem van Cauchy
Een probleem van Cauchy is een veelvoorkomend probleem in de wiskundige natuurkunde, waarbij men zoekt naar een oplossing van een partiële differentiaalvergelijking die voldoet aan voorwaarden gegeven op een hyperoppervlak. Een probleem van Cauchy is een generalisatie van een beginvoorwaardeprobleem (in tegenstelling tot een randwaardeprobleem). Het probleem is genoemd naar de 19e-eeuwse Franse wiskundige Augustin Louis Cauchy (1789 - 1857).
Veronderstel dat de partiële differentiaalvergelijking is gedefinieerd op {\displaystyle \mathbb {R} ^{n}} en beschouw een differentieerbare variëteit {\displaystyle S\subset \mathbb {R} ^{n}} van dimensie {\displaystyle n-1} ({\displaystyle S} wordt een cauchy-oppervlak genoemd). Het probleem van Cauchy bestaat uit het vinden van de oplossing {\displaystyle u} van de differentiaalvergelijking, die voldoet aan:
{\displaystyle {\begin{aligned}u(x)&=f_{0}(x)\qquad &&{\text{ voor alle }}x\in S;\\{\frac {\partial ^{k}u(x)}{\partial n^{k}}}&=f_{k}(x)\qquad &&{\text{ voor }}k=1,\ldots ,\kappa -1{\text{ en alle }}x\in S,\end{aligned}}}
met daarin
{\displaystyle f_{k}} gegeven functies gedefinieerd op het oppervlak {\displaystyle S} (samen de Cauchy-data van het probleem genoemd);
{\displaystyle n} de normaalvector op {\displaystyle S};
{\displaystyle \kappa } de orde van de differentiaalvergelijking.
De stelling van Cauchy-Kovalevskaya beweert dat Cauchy-problemen onder bepaalde condities, waarvan de belangrijkste is dat de Cauchy-data en de coëfficiënten van de partiële differentiaalvergelijking reële analytische functies zijn, unieke oplossingen hebben.